# Jasmín Figueroa
Jasmín Figueroa, nacida el 20 de marzo de 1985, es una deportista filipina que compite en la disciplina de tiro con arco.
Representó a Filipinas en los Juegos Olímpicos de Atenas 2004, finalizando su actuación en el puesto 27° de la competición individual femenina.
- Datos: Q6161689